# Ecgfrith van Northumbria
Ecgfrith (ca. 645 – 20 mei 685) was koning van Northumbria vanaf 670 tot aan zijn dood. Hij regeerde over dit koninkrijk tijdens het hoogtepunt ervan, maar zijn regering en zijn leven kwamen ten einde door een vernietigende nederlaag.
Ecgfrith was de zoon van zijn voorganger Oswiu van Northumbria. Beda vertelt in zijn Historia ecclesiastica gentis Anglorum dat Ecgfrith als gijzelaar "aan het hof van koningin Cynwise in de provincie van Mercia" verbleef gedurende de inval van Penda van Mercia in Northumbria in 654 of 655. Penda werd echter verslagen en gedood door de mannen van Northumbria onder Oswiu in de Slag bij Winwaed, een overwinning die de macht van Northumbria sterk vergrootte.
Ecgfrith werd koning van Deira, de zuidelijke helft van Northumbria, in 664, en koning van geheel Northumbria na de dood van zijn vader op 15 februari 670. Hij was in 660 als 15-jarige uitgehuwelijkt aan de bijna tien jaar oudere prinses Æthelthryth, de dochter van koning Anna van East Anglia, in 660; zij werd echter non korte tijd na Ecgfriths troonsbestijging en weigerde gemeenschap met hem te hebben. Dit leidde mogelijk tot de lange ruzie met Wilfrid, de Aartsbisschop van York, wiens hulp hij tevergeefs zou hebben ingeroepen om zijn vrouw ertoe te bewegen haar gelofte van kuisheid te breken; in plaats daarvan hielp de aartsbisschop haar te vluchten. Ecgfrith liet zich in 675 van Æthelthryth scheiden en hertrouwde met prinses Eormenburg, vóór 678, het jaar waarin hij Wilfrid uit zijn rijk verbande.

## Politiek
Vroeg in zijn regering versloeg hij de Picten, die in opstand gekomen waren en een nieuw rijkje gesticht hadden in het noorden met de naam Lothian. In 674 versloeg hij ook Wulfhere van Mercia en annexeerde hij het koninkrijk Lindsey. In 679 leverde hij opnieuw slag op de oever van de rivier de Trent tegen de mannen van Mercia onder Æthelred. Deze was getrouwd met Osthryth, de zuster van Ecgfrith. Ecgfriths broer Ælfwine werd gedood in deze slag en de provincie Lindsey werd weer opgegeven bij de vrede die door Theodorus van Canterbury tot stand gebracht werd.

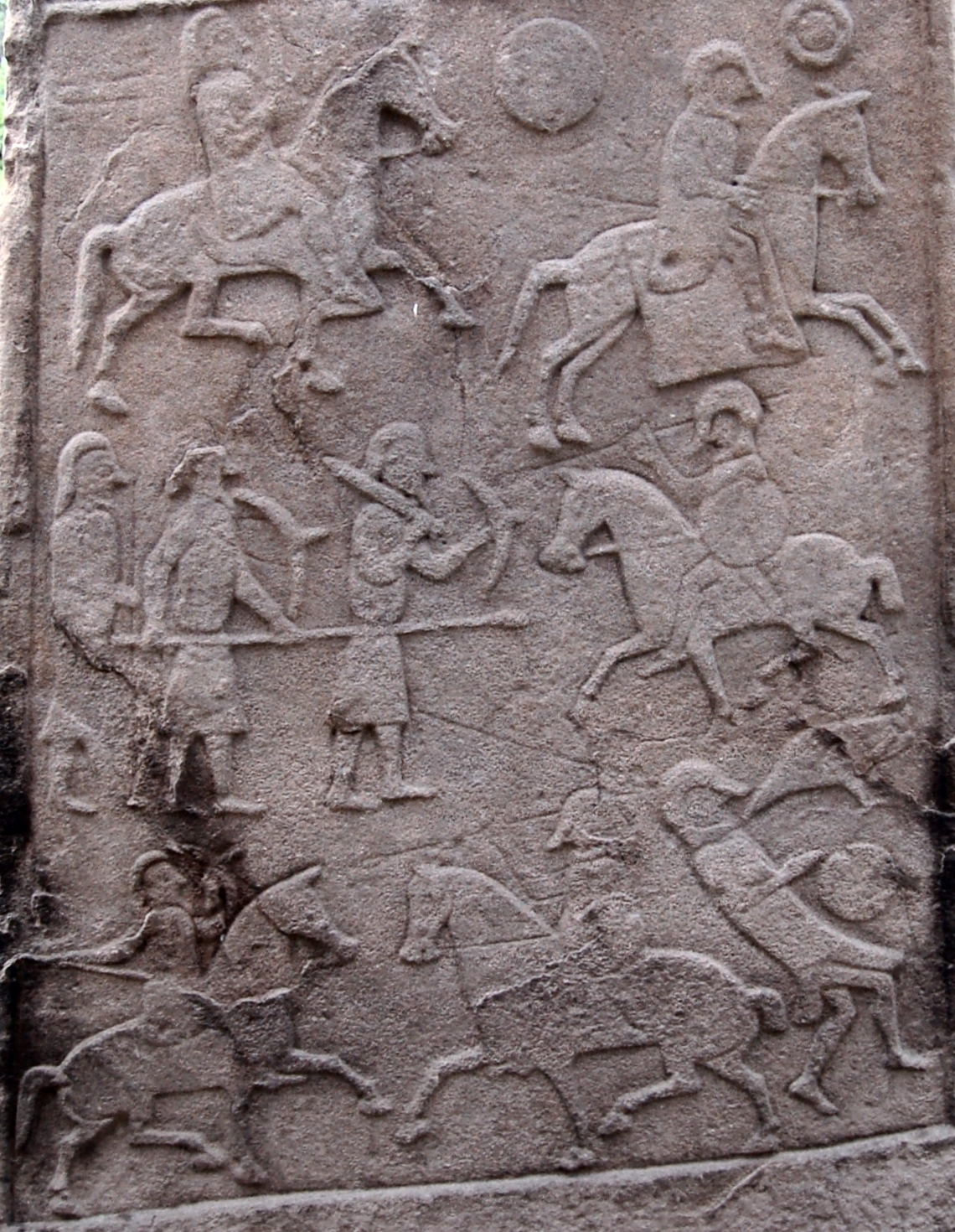
Detail van een pictische steen te Aberlemno waarvan algemeen aangenomen wordt dat deze de Slag bij Nechtansmere voorstelt

In 684 stuurde Ecgfrith een expeditie naar Ierland onder zijn generaal Berht. De inval had weinig blijvende gevolgen, maar bracht Ecgfrith wel een groot aantal slaven en een grote buit.
In 685 negeerde hij de waarschuwingen van Cuthbert van Lindisfarne en trok ten strijde tegen de Picten, die aangevoerd werden door zijn neef Bruide mac Bili. Hij werd misleid door een voorgewende vlucht en naar een bolwerk in de bergen gelokt. Daar sneuvelde hij in de slag bij Nechtansmere. Dit was waarschijnlijk nabij Dunnichen in Forfarshire, maar een andere mogelijke locatie is bij Dunachton in Invernessshire. Deze vernietigende nederlaag betekende een zware slag voor de macht van Northumbria in het noorden en Beda beschouwt dit als het begin van de neergang van het koninkrijk Northumbria. Hij werd opgevolgd door zijn onwettige halfbroer Aldfrith.

## Legende
Een bekende legende verhaalt over de dood van de koning dat zijn koningin met Cuthbert de kerk in Carlisle bezocht tijdens zijn veldtocht. Zij kon het wachten op de uitkomst van de expeditie van haar man maar moeilijk verdragen. Tijdens de tocht bleef Cuthbert plotseling staan en zei tegen Eormenburg: "Ik heb zojuist een visioen gehad van de dood van uw man. Ga terug naar het paleis en vlucht met uw kinderen". Hij had dat nauwelijks gezegd of er kwam een boodschapper met het slechte nieuws van het slagveld van Nechtansmere dat de nederlaag en de dood van Ecgfrith aankondigde.

## Munten
Ecgfrith is niet alleen vanwege zijn veldtochten bekend. Hij schijnt de eerste Northumbrische koning geweest te zijn, mogelijk zelfs de eerste Angelsaksische, die een zilveren muntstuk, de penny, liet slaan, die eeuwenlang de grondslag van het Engelse geldstelsel zou blijven. Er waren eerdere Angelsaksische munten maar zij waren zeldzaam, zoals de gouden shilling en thrymsa, die naar Romeins voorbeeld geslagen waren.
De zilveren penny's of sceatta's waren dik, werden in een vorm gegoten en waren mogelijk op Merovingische voorbeelden gebaseerd. In tegenstelling tot de gouden munten die alleen voor grote transacties geschikt waren konden deze munten ook in het dagelijkse betalingsverkeer gebruikt worden.